# 송파 나들목
송파 나들목(Songpa IC)은 서울특별시 송파구 장지동에 설치된 수도권제1순환고속도로의 3번 교차로이다. 서울 시내 (송파구, 강남구 일대)와 성남시내로 진출할 수 있으며, 인근에 지하철 복정역, 위례신도시, 가천대학교, 동서울대학교, 송파공영차고지가 소재한다. 건설 당시 장지 나들목으로 불리기도 했다.

## 연혁
- 1991년 3월 29일 : 서울 도시계획시설 교통광장에 송파구 장지동 일원을 장지 나들목으로 고시 및 면적 변경[1]
- 1991년 10월 31일 : 서울외곽순환고속도로 판교 ~ 하남 구간 개통과 함께 영업 개시[2]
- 1998년 3월 7일 : 나들목 개량을 위해 서울특별시 도시계획시설 교통광장을 변경[3]
- 1999년 7월 15일 : 나들목 연결도로 신설을 위해 서울특별시 도시계획시설 교통광장을 변경[4]
- 2017년 5월 4일 : 2019년 8월까지 나들목 개량 공사를 위해 서울특별시 도시계획시설 교통광장 면적 변경[5]
- 2021년 2월 3일 : 헌릉로 방면 진출입 램프 이설 개통[6]

## 구조물 정보
- 위치: 서울특별시 송파구 장지동

## 접속하는 도로
- 송파대로 (국도 제3호선, 서울특별시도 제71호선)
- 서울특별시도 제41호선 (헌릉로)
- 위례중앙로
- 간접 연결 : 지방도 제342호선 (헌릉로, 복정역 교차로 이용)